# أبو فارس موسى المريني
موسى بن أبي عنان فارس بن علي يكنى أبا فارس، لقبه المتوكل على الله، هو سلطان بني مرين، مات مسموما و له 31 سنة و كانت دولته سنتين و أربعة أشهر.

## بيعة السلطان أبو فارس موسى
بويع السلطان أبو فارس موسى يوم الخميس الموفي عشرين من شهر ربيع الأول سنة 786هـ و قام بأمر دولته وزيره مسعود بن ماساي مستبدا عليه. يقول المؤرخ الناصري في الاستقصا: « ... بويع يوم الخميس الموفي عشرين من شهر ربيع الأول سنة ست و ثمانين و سبعمائة و قام بأمر دولته وزيره مسعود بن ماساي مستبدا عليه و لما استقر أمره بالحضرة وجه إليه ابن الأحمر أمه و عياله و كانوا عنده و هناه وزيره أبو عبد الله بن زمرك بتوشيح يقول في مطلعه:
إلى أن قال في آخره:
»

## استبداد الوزير مسعود بن ماساي
استبد الوزير مسعود بالسلطان موسى بن أبي عنان كثيرا، لذلك فكر السلطان موسى في اغتيال وزيره، فنما ذلك للوزير مسعود فضاق ذرعا بالسلطان موسى بن أبي عنان، فقرر البعد عنه و بادر إلى الخروج بنفسه لقتال الأمير الحسن بن الناصر بن أبي علي بعد أن علم أنه نزل على أهل الصفيحة من جبل غمارة فأكرموه و قاموا بدعوته لطلب العرش المريني من السلطان موسى بن أبي عنان. و قبل خروج الوزير مسعود بن ماساي لحرب الحسن ابن الناصر استخلف أخاه يعيش بن عبد الرحمن بن ماساي على دار الملك، و لما انتهى إلى قصر كتامة بلغه الخبر بوفاة السلطان موسى.

## وفاته
توفي السلطان موسى مسموما يوم الجمعة الثالث من شهر رمضان عام 788هـ و له 31 سنة. يذكر ابن خلدون أن السلطان موسى بن أبي عنان : « طرقه المرض فهلك ليوم و ليلة لثلاث سنين من الخلافته و كان الناس يرمون يعيش أخا الوزير بأنه سمه ». و قال ابن القاضي في الجذوة: « توفي السلطان موسى بن أبي عنان مسموما يوم الجمعة الثالث من شهر رمضان سنة ثمان و ثمانين و سبعمائة و له إحدى و ثلاثون سنة فكانت دولته سنتين و أربعة أشهر و ولي بعده محمد بن أحمد بن أبي سالم».